# Gorges du Pichoux

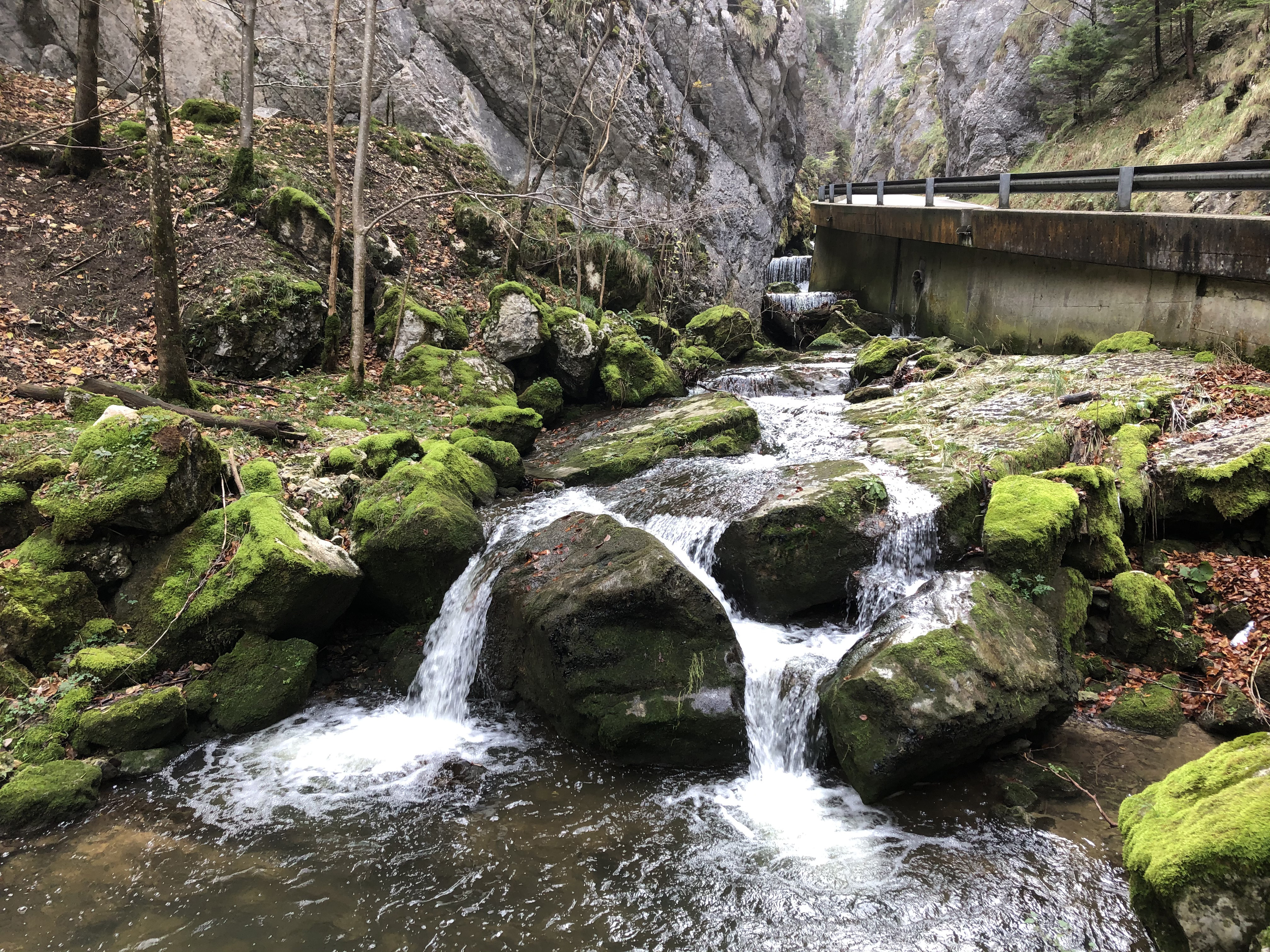
Kaskade und Strasse in der Schlucht

Die Gorges du Pichoux (deutsch: Schlucht von Le Pichoux oder Pichouxschlucht bzw. Pichoux-Schlucht; auch Schlucht Undervelier-Süd) bilden ein Durchbruchstal im Juragebirge. Die wilde Landschaft liegt an der Grenze der Schweizer Kantone Bern und Jura und ist mit einer schmalen Bergstrasse erschlossen.
Das Tal ist im Bundesinventar der Landschaften und Naturdenkmäler von nationaler Bedeutung (BLN) aufgeführt.

## Geografie
Die Pichoux-Schlucht zählt zu den grössten Klusen im Schweizer Jura und ist mit den mächtigen geologischen Aufschlüssen ein wichtiges Geotop und ein Zeugnis für die Auffaltung des Gebirges. Wie bei einigen andern grossen Quertälern des Jura wird der Beginn ihrer Entstehung einerseits mit einem Flusssystem aus der Zeit vor dem Gebirgsbildungsprozess der Alpen und des Jura und andererseits mit der Erosion entlang von Kluftsystemen im Kalkgebirge erklärt.
Das Quertal führt vom hoch gelegenen Gebiet der Berner Gemeinde Petit-Val gegen Norden durch die Raimeux-Antiklinale, die sich von Rebévelier im Westen bis zur Montagne de Moutier und dem Mont Raimeux im Osten erstreckt: in dieser langen Jurakette befindet sich nördlich von Moutier, etwa 12 Kilometer von der Pichoux-Schlucht entfernt, die Moutier-Schlucht (frz. Gorges de Moutier), die ebenfalls als BLN-Schutzgebiet ausgezeichnet ist.
Durch die Pichouxschlucht fliesst die Sorne von Süden nach Norden. Dieser Fluss erreicht von seiner Quelle bei Les Genevez im Kanton Jura aus nach einem sieben Kilometer langen Lauf die bernische Ortschaft Le Pichoux, die am oberen Schluchteingang auf der Höhe von 725 m ü. M. liegt. Von dieser Siedlung erhielt das Quertal seinen Namen. In dieser Hinsicht unterscheidet sich die Juraklus von vielen anderen Schluchten, die nach dem Fliessgewässer benannt sind, so wie etwa die Gorges de l’Areuse im Kanton Neuenburg oder die Aareschlucht in den Berner Alpen.

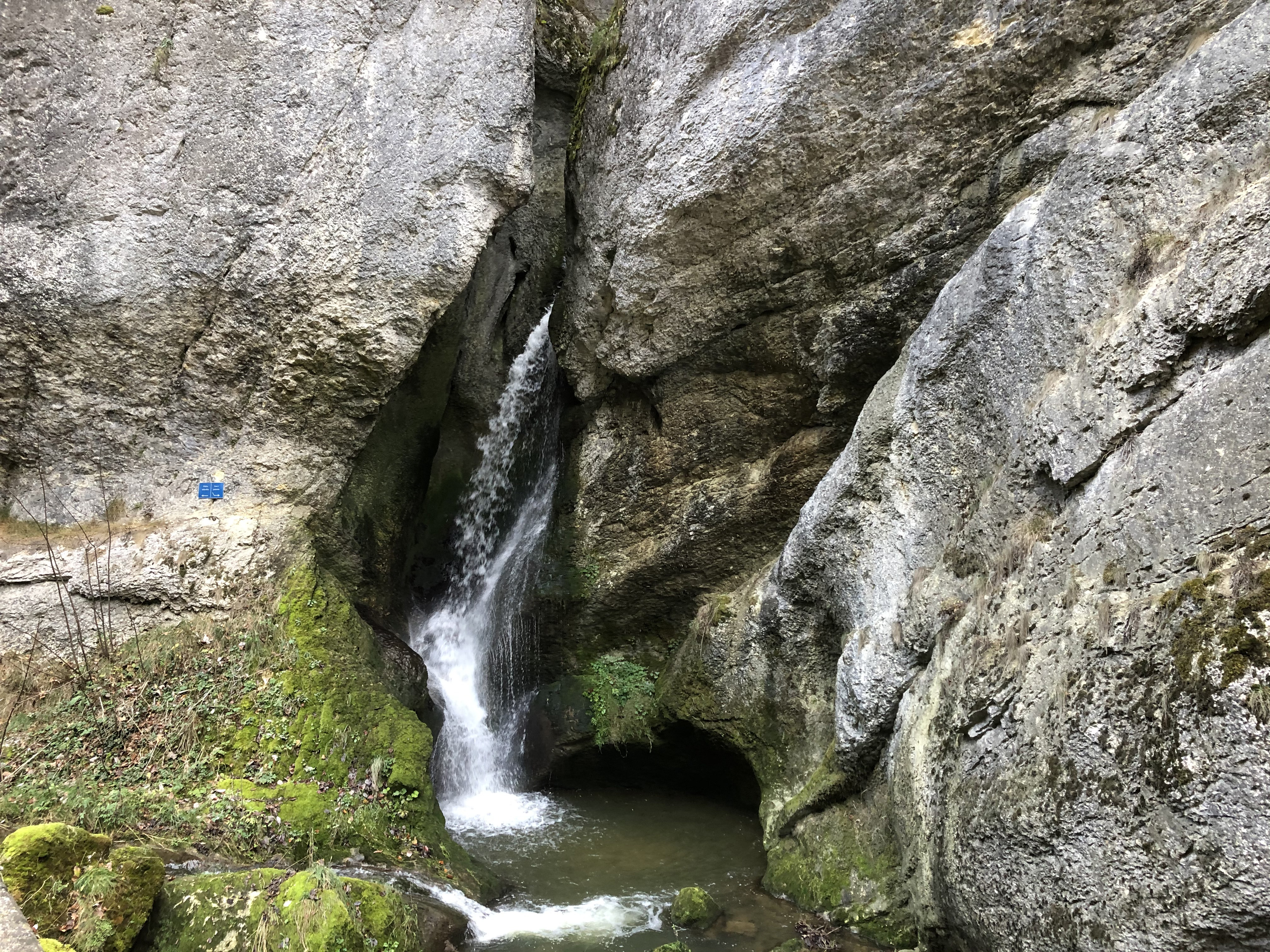
Wasserfall der Sorne

Das Quertal beginnt beim oberen Zugang mit zwei durch ein kleines Felsmassiv getrennten Engnissen. Im Felskopf über der Schlucht baute die Schweizer Armee im Zweiten Weltkrieg eine Sperranlage als Teil des Verteidigungssystems Sperrstelle Sonceboz. Der Bergbach Pichoux fliesst durch den östlichen Felseinschnitt, wo er seit dem 18. Jahrhundert eine Wassermühle antrieb, und mündet kurz nach dem Anfang der Schlucht in die Sorne, die von Westen in einer hohen Felsrinne über einen Wasserfall in das Tal stürzt. Nach ihrem 3,5 Kilometer langen Weg durch die Schlucht erreicht die Sorne die Ortschaft Undervelier in der Gemeinde Haute-Sorne im Kanton Jura, wo sie im Längstal unterhalb des Berges von beiden Seiten Zuflüsse aufnimmt. Am nördlichen Ortsrand von Undervelier tritt die Sorne in eine zweite Schlucht ein, die die nächste Jurakette, die Vellerat-Antiklinale, bis nach Berlincourt schneidet. Die beiden Quertäler werden zusammen auch als Sorne-Klusen (frz. Gorges de la Sorne) bezeichnet.
Die Klus von Pichoux hat zwei topographisch unterschiedliche Abschnitte. Der südliche Teil, nach der Siedlung Semplain auf dem Bergrücken auch Klus von Semplain genannt, führt als ungewöhnlich enge Schlucht durch das Oberjura-Kalkmassiv. Bis zu 400 Meter hohe Felsenklippen der gegen Erosion stärker resistenten äusseren Schichten der Jurafalte säumen das Tal. Der aus einem kleinen oberen Einzugsgebiet kommende, wenig Wasser führende Fluss vermochte bei der Auffaltung des Juragebirges nur einen schmalen Einschnitt aus den ansteigenden Kalkschichten zu erodieren. In diesem oberen Schluchtabschnitt überwindet die Sorne eine Höhenunterschied von 150 Metern.
Der untere Schluchtteil, auch Klus von Blanches-Fontaines genannt, liegt in einem viel breiter ausgebildeten Tal mit Seitenhängen, deren obere Kanten mehr als zwei Kilometer weit auseinander liegen. In diesem Gebiet ist die Hauptrogenstein-Formation des Mittleren Jura im Kern der Gebirgsfalte aufgeschlossen. Wegen der leichteren Erosion dieser Gesteine sind die Talflanken dort stärker geweitet; sie bestehen stellenweise aus hohen Schutthalden. Zudem ist das Felsmassiv im nördlichen Bereich stark von Karstformen geprägt. Das Niederschlagswasser versickert auf dem Bergrücken und südöstlich davon im Gebiet von Bellelay, was an der Oberfläche unter anderem durch Dolinen angezeigt wird. Das Grundwasser hat im Berg ein Karstsystem geschaffen, dessen Verlauf bis zu den Quellen in der Schlucht durch Färbversuche aufgezeigt worden ist. Einzelne Höhlen sind speläologisch erforscht worden so wie die bedeutende Grotte de Blanches-Fontaines. Die ergiebige Karstquelle von Blanches-Fontaines führt durchschnittlich 75 Kubikmeter Wasser pro Minute.

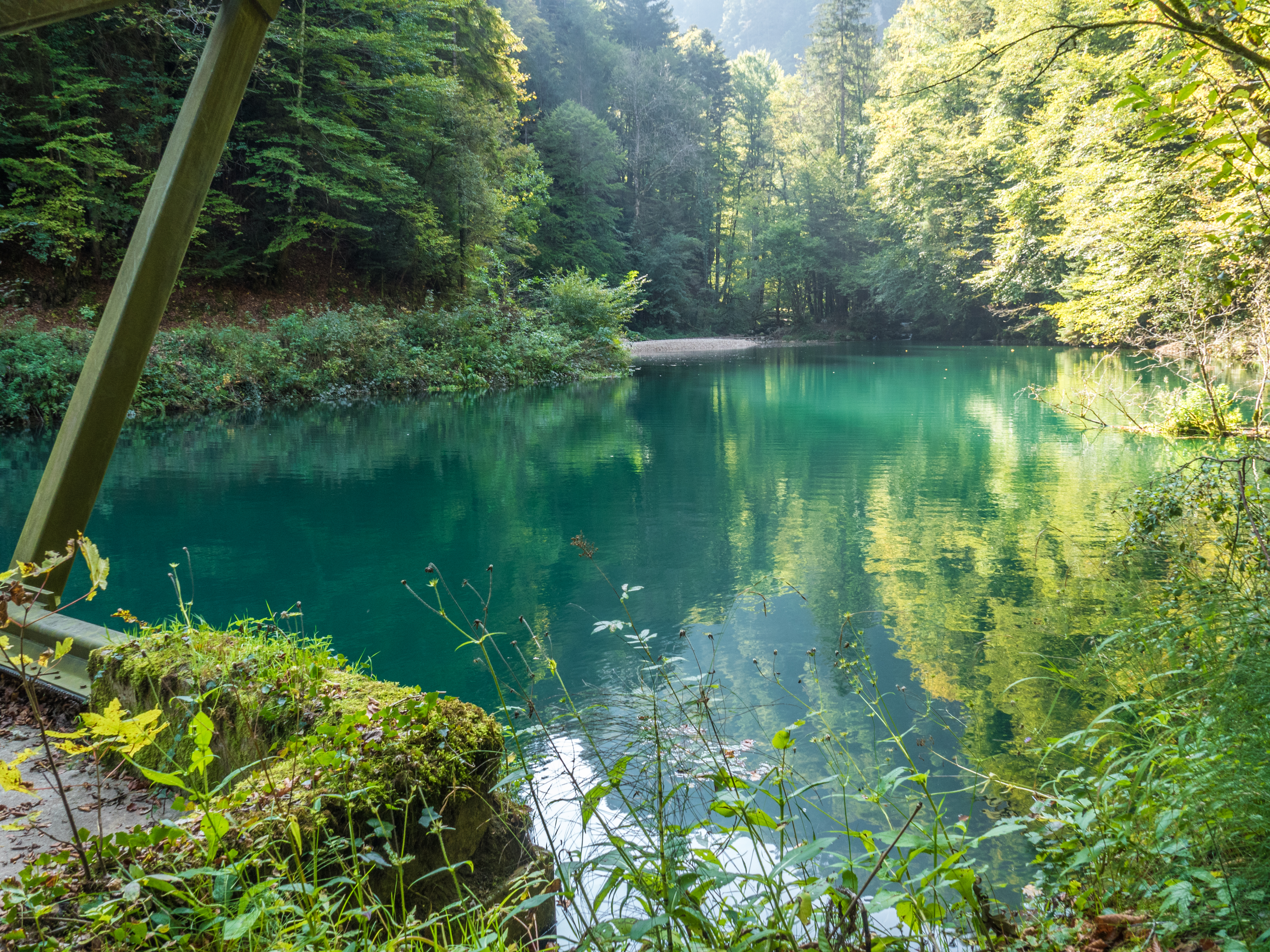
Stausee Lac Vert

Der nördliche Schluchteingang bei Les Corbets (547 m ü. M.), einem Weiler von Undervelier, ist wie das obere Engnis bei Le Pichoux von hochaufragenden Felsmassiven der jüngeren Juraschichten flankiert. Der Talboden im unteren Felsenkessel ist etwas breiter und die Sorne hat nur noch ein geringes Gefälle; so fand sich genügend Platz für eine Alpweide mitten in einer Rodungslichtung im Gebiet Blanches-Fontaines. An deren Stelle entstand im frühen 20. Jahrhundert eine Gewerbesiedlung (558 m ü. M.). Etwas oberhalb liegt an der Sorne der Stausee Lac Vert, der im 1897 gebauten Wasserkraftwerk die Antriebsenergie für die Maschinen einer Uhrenfabrik im 10 Kilometer entfernten Tavannes und später für eine Fabrik in der Klus selbst lieferte.

## Verkehr
Von Undervelier aus wurde das leicht zugängliche Gebiet von Blanches-Fontaines schon früh erschlossen. Durch die obere Schlucht führt hingegen erst seit 1836 eine Fahrstrasse. Die Strecke mit der Bezeichnung Hauptstrasse 526 ist wegen der Engstellen im Tal ein Sonderabschnitt der überregionalen Hauptstrasse 248.4. Auf der Fahrbahn verläuft auch die Veloroute 23 «Basel–Franches-Montagnes». Das nördliche Schluchtgebiet mit dem Lac Vert und den Höhlen sowie die Berge über dem Tal sind bekannte Ziele von Wanderungen. Einige Felszinnen sind anspruchsvolle Kletterberge.

## Flora und Fauna
Das in vielen Bereichen unzugängliche Landschaftsschutzgebiet beherbergt zahlreiche an die verschiedenen Habitate angepasste Lebensgemeinschaften und auch einige seltene und gefährdete Arten. Die Berghänge und Felsstöcke sind in den oberen und gegen Süden ausgerichteten Abschnitten trocken und stark dem Wind ausgesetzt und von Bärlapp-Bergföhrenwald und Eichenmischwald besiedelt, während an den unteren Talflanken und in schattigen Bereichen feuchte Biotope mit Bergahorn-Schluchtwäldern entstanden sind. Auf Felsvorsprüngen und in Nischen der hohen Felswände wachsen seltene Bergpflanzen.
Von den in der Schlucht heimischen Tierarten sind besonders der Uhu, eine gefährdete Art, der Waldlaubsänger, die in den Quellen lebende sehr seltene Eintagsfliege Baetis nubecularis, die Gemeine Geburtshelferkröte, die vor allem die Quelltuffhügel an der Sorne besiedelt, und der Gelbringfalter zu erwähnen. Die Höhlen der Bergwände bieten Fledermausarten wie dem Grossen Mausohr ein Quartier.

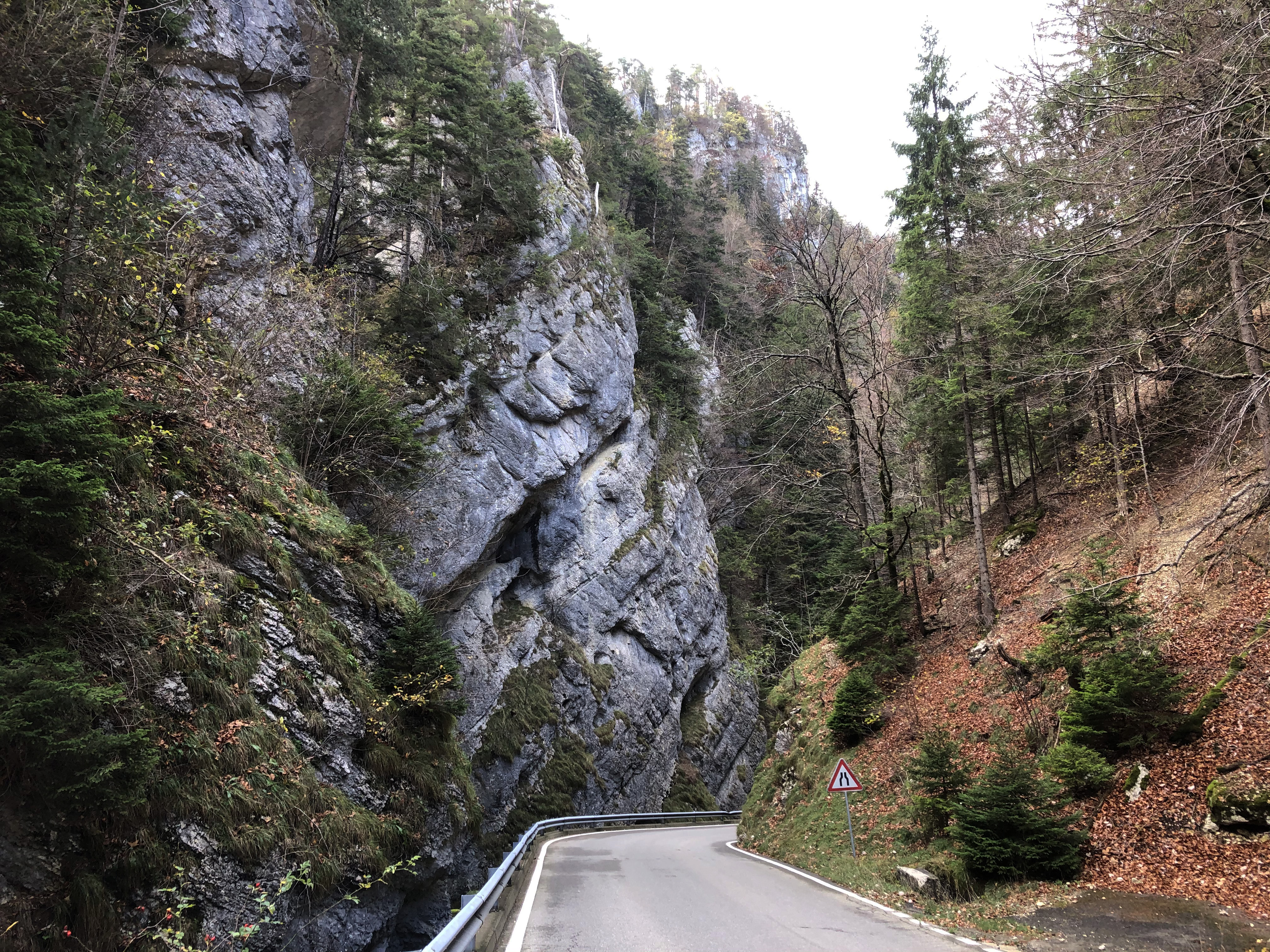
Engnis bei Le Pichoux
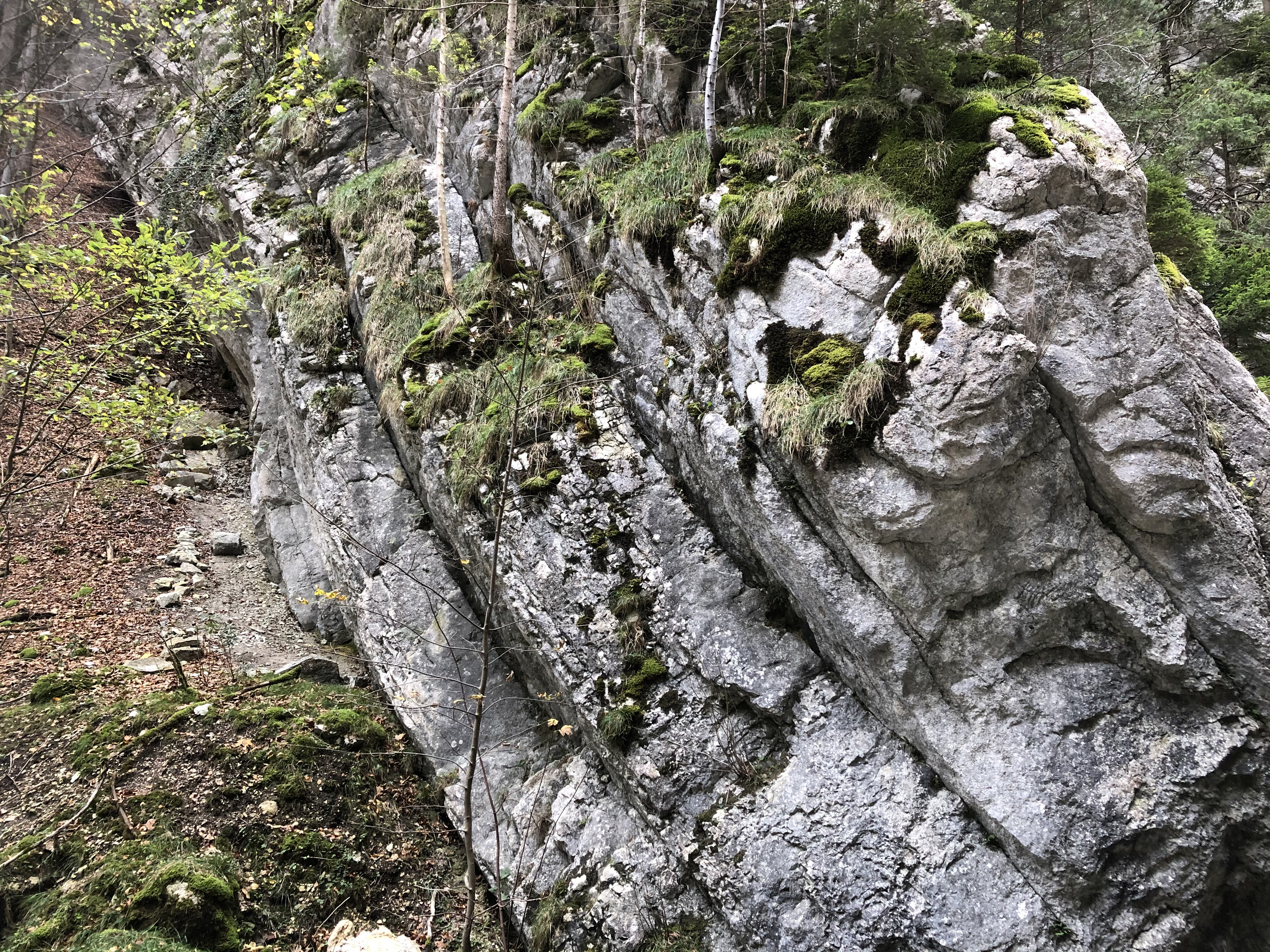
Schräggestellte Oberjura-Kalkschichten
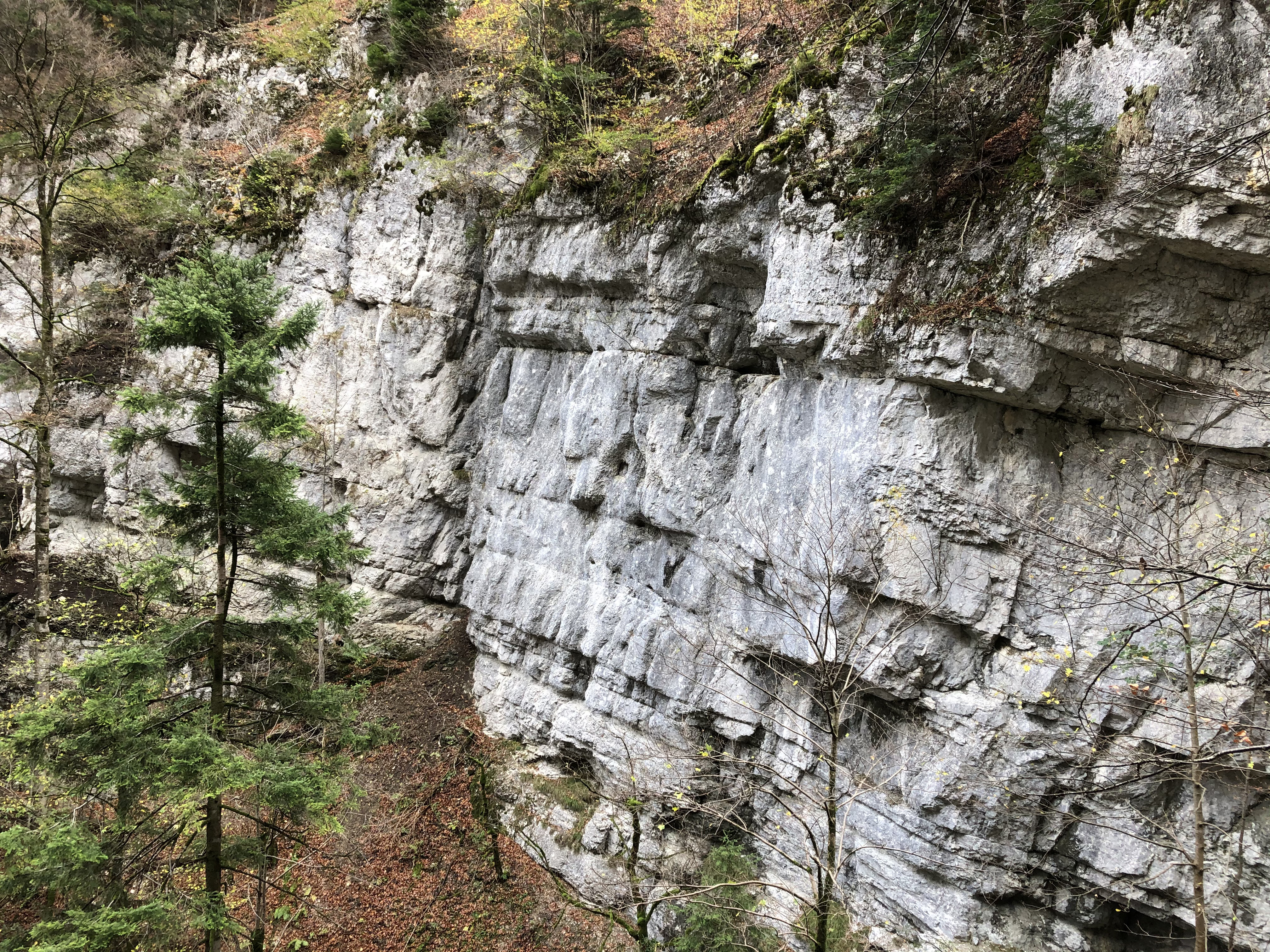
Felswand
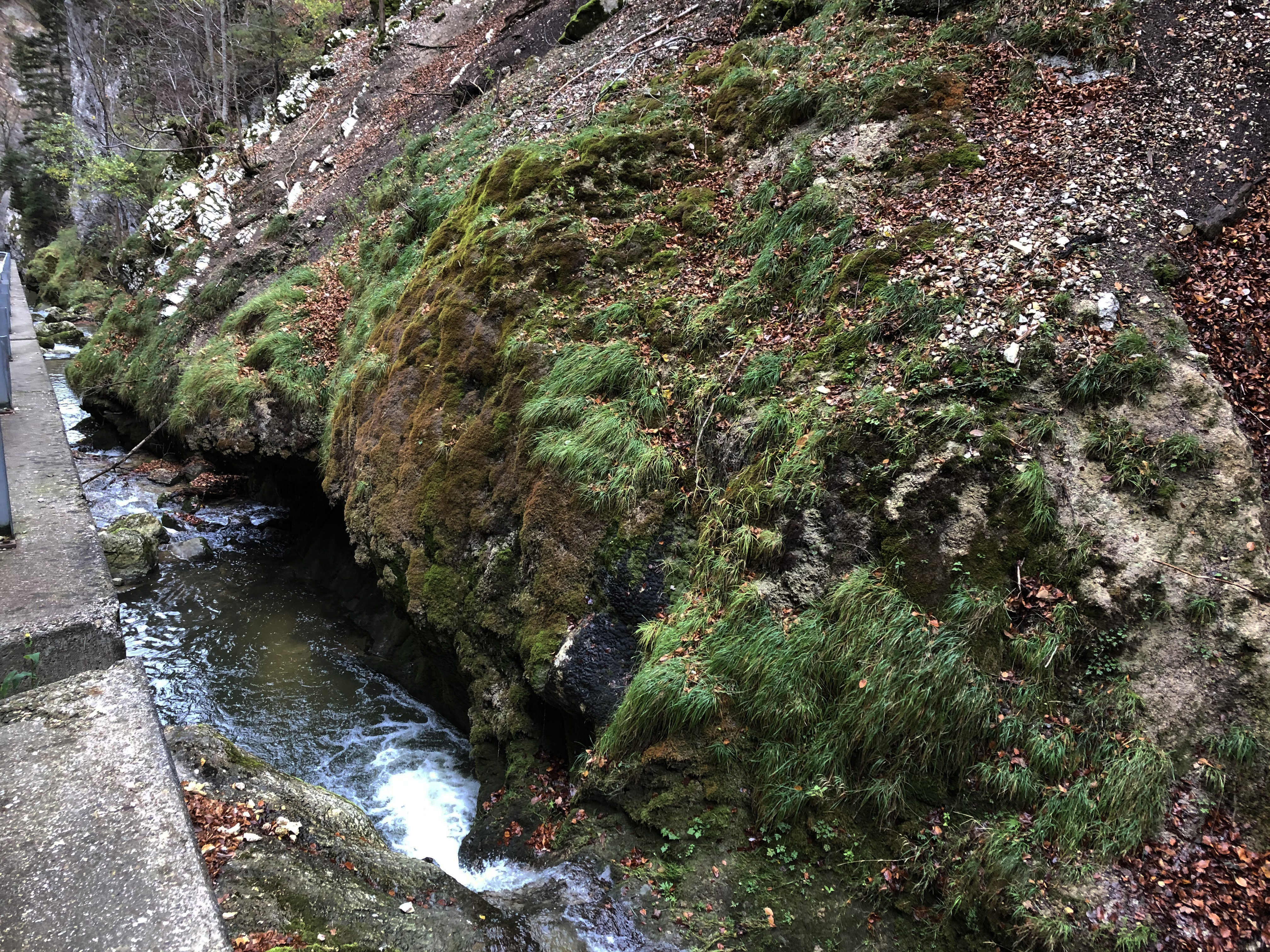
Tuffbildung über der Sorne
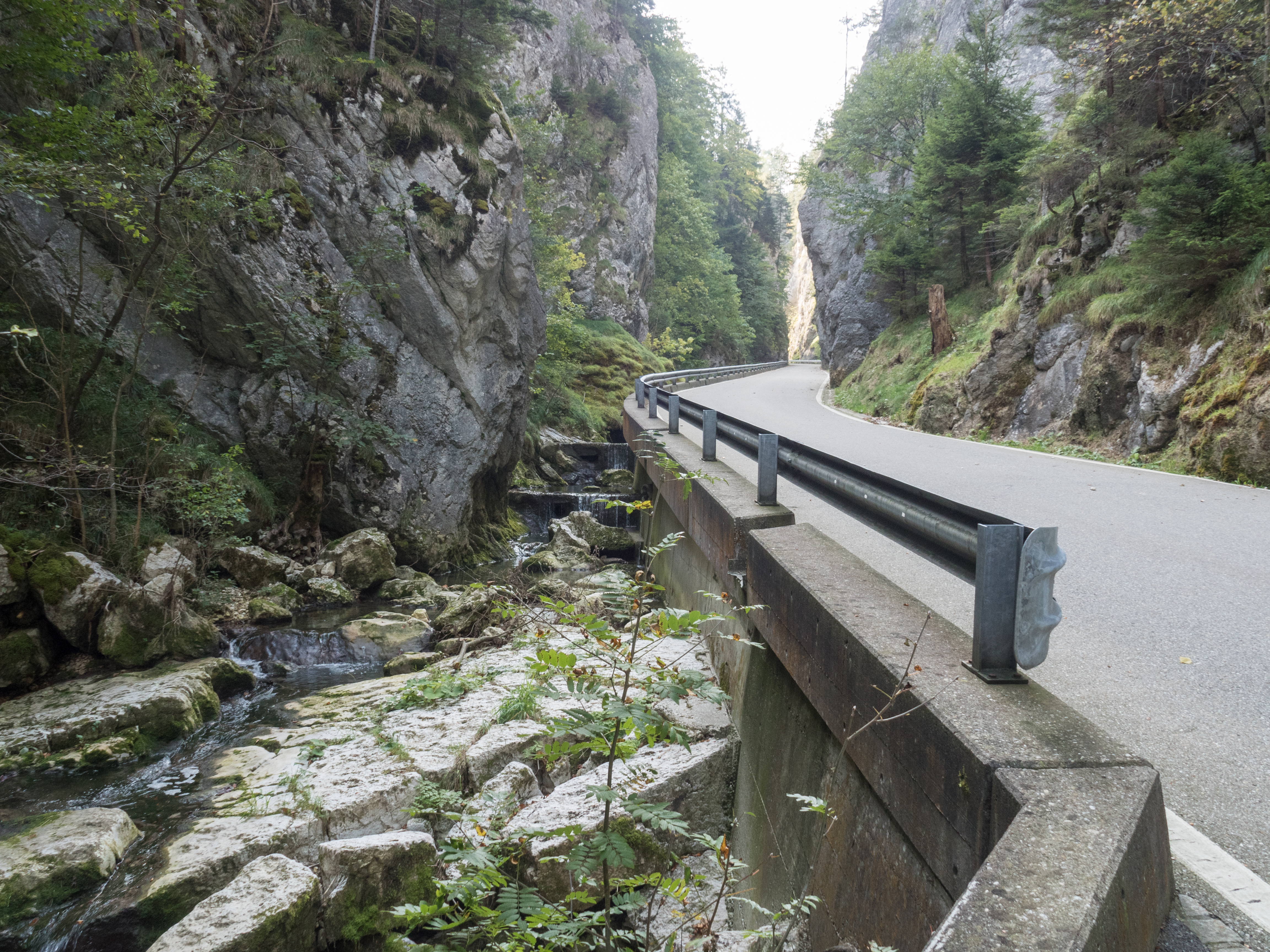
Strasse im engen Flussbett
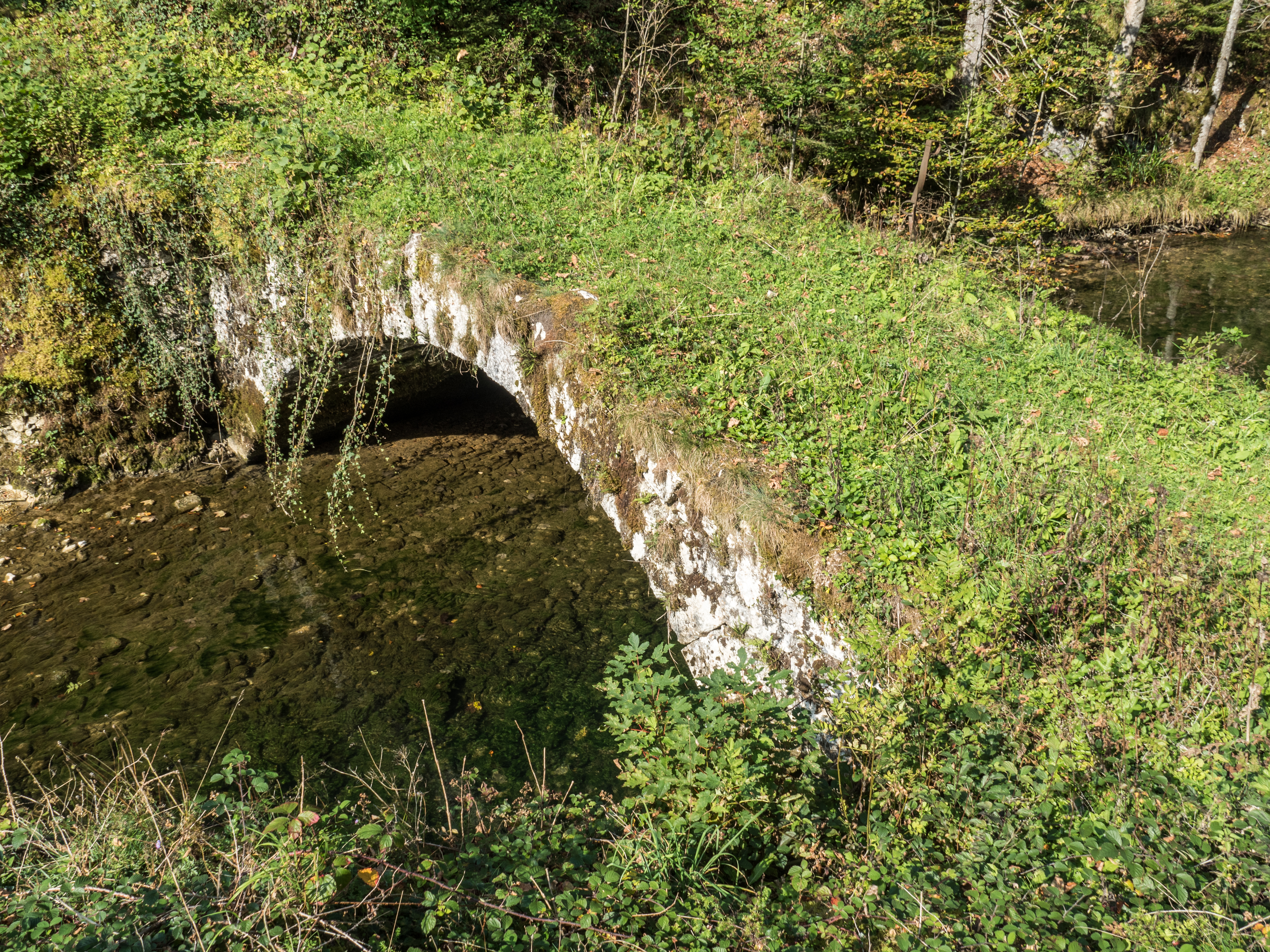
Alte Bogenbrücke bei Blanches-Fontaines